# Pseudochaeta finalis
Pseudochaeta finalis là một loài ruồi trong họ Tachinidae.